# UCI Àfrica Tour 2015
L'UCI Àfrica Tour 2015 és l'onzena edició de l'UCI Àfrica Tour, un dels cinc circuits continentals de ciclisme de la Unió Ciclista Internacional. Està format per trenta-tres proves, organitzades entre el 14 de gener al 4 de desembre de 2015 a l'Àfrica.

## Evolució del calendari

### Gener
| Data  | Cursa          | País   | Cat. | Vencedor          | Equip          |
| ----- | -------------- | ------ | ---- | ----------------- | -------------- |
| 14-18 | Volta a Egipte | Egipte | 2.2  | Francisco Mancebo | Sky Dive Dubai |

### Febrer
| Data  | Cursa                                           | País       | Cat. | Vencedor                                                                | Equip                        |
| ----- | ----------------------------------------------- | ---------- | ---- | ----------------------------------------------------------------------- | ---------------------------- |
| 9     | Campionat d'Àfrica de contrarellotge per equips | Sud-àfrica | CC   | Natnael Berhane · Mekseb Debesay · Daniel Teklehaimanot · Merhawi Kudus | Equip nacional d'Eritrea     |
| 12    | Campionat d'Àfrica de contrarellotge            | Sud-àfrica | CC   | Tsgabu Grmay                                                            | Equip nacional d'Etiòpia     |
| 14    | Campionat d'Àfrica en ruta                      | Sud-àfrica | CC   | Louis Meintjes                                                          | Equip nacional de Sud-àfrica |
| 16-22 | Tropicale Amissa Bongo                          | Gabon      | 2.1  | Rafaâ Chtioui                                                           | Skydive Dubai                |
| 26    | Challenge de la Marxa Verda-GP Sakia El Hamra   | Marroc     | 1.2  | Salah Eddine Mraouni                                                    | Equip nacional del Marroc    |
| 28    | Challenge de la Marxa Verda-GP Oued Eddahab     | Marroc     | 1.2  | Essaïd Abelouache                                                       | Equip nacional del Marroc    |

### Març
| Data  | Cursa                                     | País    | Cat. | Vencedor               | Equip                                     |
| ----- | ----------------------------------------- | ------- | ---- | ---------------------- | ----------------------------------------- |
| 1     | Challenge de la Marxa Verda-GP Al Massira | Marroc  | 1.2  | Abdelati Saadoune      | Equip nacional del Marroc                 |
| 6     | Circuit d'Alger                           | Algèria | 1.2  | Hichem Chaabane        | Cevital                                   |
| 7-9   | Tour d'Orània                             | Algèria | 2.2  | Azzedine Lagab         | Pétroliers Algérie                        |
| 10    | Gran Premi d'Orà                          | Algèria | 1.2  | Janvier Hadi           | Equip nacional de Ruanda                  |
| 12-14 | Tour de Blida                             | Algèria | 2.2  | Mekseb Debesay         | Bike Aid-Ride for Help                    |
| 13-22 | Tour del Camerun                          | Camerun | 2.2  | Clovis Kamzong         | Equip nacional del Camerun                |
| 15    | Critèrium International de Sétif          | Algèria | 1.2  | Mekseb Debesay         | Bike Aid-Ride for Help                    |
| 16-19 | Tour de Sétif                             | Algèria | 2.2  | Nabil Baz              | Vélo Club Sovac                           |
| 21-24 | Tour d'Annaba                             | Algèria | 2.2  | Abdelbasset Hannachi   | Groupement Sportif des Pétroliers Algérie |
| 25-27 | Tour de Constantina                       | Algèria | 2.2  | Amanuel Gebrezgabihier | Equip nacional d'Eritrea                  |
| 28    | Circuit de Constantina                    | Algèria | 1.2  | Azzedine Lagab         | Groupement Sportif des Pétroliers Algérie |
| 30    | Critèrium International de Blida          | Algèria | 1.2  | Abdelbasset Hannachi   | Pétroliers Algérie                        |

### Abril
| Data | Cursa            | País       | Cat. | Vencedor          | Equip           |
| ---- | ---------------- | ---------- | ---- | ----------------- | --------------- |
| 3-12 | Volta al Marroc  | Marroc     | 2.2  | Tomasz Marczyński | Torku Şekerspor |
| 27   | PMB Road Classic | Sud-àfrica | 2.2  | Reynard Butler    | Abantu          |

### Maig
| Data | Cursa                                         | País       | Cat. | Vencedor                          | Equip                     |
| ---- | --------------------------------------------- | ---------- | ---- | --------------------------------- | ------------------------- |
| 1    | Mayday Classic                                | Sud-àfrica | 1.2  | Hendrik Kruger · Nicholas Dlamini | Abantu WCCA Feeder        |
| 3    | Hibiscus Cycle Classic                        | Sud-àfrica | 1.2  | Metkel Eyob                       | WCCA Feeder               |
| 7    | Challenge del Príncep-Trofeu del Príncep      | Marroc     | 1.2  | Salah Eddine Mraouni              | Equip nacional del Marroc |
| 9    | Challenge del Príncep-Trofeu de l'Aniversari  | Marroc     | 1.2  | Essaid Abelouache                 | Equip nacional del Marroc |
| 10   | Challenge del Príncep-Trofeu de la Casa Reial | Marroc     | 1.2  | Anass Ait El Abdia                | Equip nacional del Marroc |

### Setembre
| Data | Cursa                    | País          | Cat. | Vencedor            | Equip                     |
| ---- | ------------------------ | ------------- | ---- | ------------------- | ------------------------- |
| 27-2 | Tour de la Costa d'Ivori | Costa d'Ivori | 1.2  | Mouhassine Lahsaini | Equip nacional del Marroc |

### Octubre
| Data  | Cursa                   | País         | Cat. | Vencedor            | Equip                     |
| ----- | ----------------------- | ------------ | ---- | ------------------- | ------------------------- |
| 14-18 | Gran Premi Chantal Biya | Camerun      | 2.2  | Mouhassine Lahsaini | Equip nacional del Marroc |
| 30-8  | Tour de Faso            | Burkina Faso | 2.2  | Mouhassine Lahsaini | Equip nacional del Marroc |

### Novembre
| Data  | Cursa          | País   | Cat. | Vencedor              | Equip                 |
| ----- | -------------- | ------ | ---- | --------------------- | --------------------- |
| 15-22 | Tour de Ruanda | Ruanda | 2.2  | Jean Bosco Nsengimana | Team Rwanda Karisimbi |

### Desembre
| Data | Cursa                                | País   | Cat. | Vencedor            | Equip                     |
| ---- | ------------------------------------ | ------ | ---- | ------------------- | ------------------------- |
| 17   | Challenge dels Fosfats-GP Khouribga  | Marroc | 1.2  | Mouhassine Lahsaini | Equip nacional del Marroc |
| 19   | Challenge dels Fosfats-GP Youssoufia | Marroc | 1.2  | Abdelati Saadoune   | Equip nacional del Marroc |
| 20   | Challenge dels Fosfats-GP Ben Guerir | Marroc | 1.2  | Lahcen Saber        | Equip nacional del Marroc |

### Proves anul·lades
| Data          | Cursa                | País       | Cat. | Motiu |
| ------------- | -------------------- | ---------- | ---- | ----- |
| 15-19 abril   | Mzanzi Tour          | Sud-àfrica | 2.2  |       |
| 29-3 novembre | Cycle4Madiba Tour    | Sud-àfrica | 2.2  |       |
| 4 desembre    | Cycle4Madiba Classic | Sud-àfrica | 2.2  |       |

## Classificacions
- Font: Classificacions finals Arxivat 2016-04-09 a Wayback Machine.

| #  | Ciclista                      | Equip                      | Pts.   |
| -- | ----------------------------- | -------------------------- | ------ |
| 1  | Salaheddine Mraouni (MAR)     | -                          | 289    |
| 2  | Mouhssine Lahsaini (MAR)      | -                          | 271    |
| 3  | Essaïd Abelouache (MAR)       | -                          | 240    |
| 4  | Rafaa Chtioui (TUN)           | Skydive Dubai-Al Ahli Club | 221    |
| 5  | Mekseb Debesay (ERI)          | Team Bike Aid              | 219,67 |
| 6  | Abdelati Saadoune (MAR)       | -                          | 181    |
| 7  | Anass Aït El Abdia (MAR) *    | -                          | 171    |
| 8  | Abderrahmane Mansouri (ALG) * | -                          | 156    |
| 9  | Janvier Hadi (RWA)            | -                          | 144,33 |
| 10 | Azzedine Lagab (ALG)          | GS Pétroliers Algérie      | 140    |

| #  | Equip                        | País                | Pts.   |
| -- | ---------------------------- | ------------------- | ------ |
| 1  | Skydive Dubai-Al Ahli Club   | Emirats Àrabs Units | 571    |
| 2  | GS Pétroliers Algérie        | Algèria             | 499    |
| 3  | MTN-Qhubeka                  | Sud-àfrica          | 471,02 |
| 4  | Team Bike Aid                | Alemanya            | 239,67 |
| 5  | Europcar                     | França              | 185,67 |
| 6  | Torku Şekerspor              | Turquia             | 104    |
| 7  | Bretagne-Séché Environnement | França              | 95     |
| 8  | Al Marakeb                   | Marroc              | 73     |
| 9  | Vélo Club Sovac              | Algèria             | 42     |
| 10 | Veranclassic-Ekoï            | Bèlgica             | 33     |

| #  | País                     | Pts.   |
| -- | ------------------------ | ------ |
| 1  | Marroc                   | 1704   |
| 2  | Algèria                  | 1161,8 |
| 3  | Sud-àfrica               | 876,88 |
| 4  | Eritrea                  | 802,88 |
| 5  | Ruanda                   | 613,99 |
| 6  | Tunísia                  | 488    |
| 7  | Camerun                  | 221    |
| 8  | Namíbia                  | 168,01 |
| 9  | República Centreafricana | 143    |
| 10 | Zimbàbue                 | 140    |

| #  | País (Sub-23) | Pts.   |
| -- | ------------- | ------ |
| 1  | Algèria       | 444    |
| 2  | Ruanda        | 320,66 |
| 3  | Eritrea       | 290,47 |
| 4  | Marroc        | 238    |
| 5  | Sud-àfrica    | 163,67 |
| 6  | Etiòpia       | 71,67  |
| 7  | Costa d'Ivori | 70     |
| 8  | Tunísia       | 67     |
| 9  | Namíbia       | 62,34  |
| 10 | Maurici       | 61     |